# Ángel Gallardo
Ángel Gallardo (Buenos Aires, 19 de noviembre de 1867-13 de mayo de 1934)
fue ingeniero civil, doctor en Ciencias Naturales y político argentino. Estuvo a cargo de la presidencia del Consejo Nacional de Educación, del Ministerio de Relaciones Exteriores y del rectorado de la Universidad de Buenos Aires. Fue sujeto de distinción por parte de entidades científicas de su país y extranjeras.
Desarrolló una obra de alto nivel teórico en el ámbito de las ciencias naturales, ocupándose de los problemas de la herencia biológica y de la división celular.

## Biografía
Nació en la ciudad de Buenos Aires el 19 de noviembre de 1867, siendo bautizado con los nombres Ángel Juan Pedro, hijo de Ángela Lebrero Castaño y del uruguayo León Gallardo Esnaola. Contrajo matrimonio con Dalmira Cantilo Ortiz Basualdo, que era hija de José María Cantilo y nieta de Sixto Quesada, el 12 de septiembre de 1892; siendo padres de Teresa, Ángel, Beatriz, Guillermo y Francisco Gallardo Cantilo.
Realizó sus estudios en el Colegio Nacional de Buenos Aires y en 1887 ingresó en la Facultad de Ciencias Exactas, Físicas y Naturales de la Universidad de Buenos Aires para diplomarse en Ingeniería civil en 1894. En esta facultad se vinculó a la política, siendo partidario de la Unión Cívica.
En 1892 se dedicó a las Ciencias Naturales al comenzar su carrera como profesor de historia natural en el Instituto Libre de Enseñanza Secundaria y recibió lecciones del sabio prusiano Carlos Berg.
Enseñó Botánica e Historia Natural en el Colegio Nacional y Zoología en la Facultad de Ciencias Exactas y Naturales de la Universidad de Buenos Aires, donde fue Rector en 1932.[cita requerida]
En 1896 presidió la Sociedad Científica Argentina y durante su mandato se organizó el primer congreso científico en Buenos Aires. En 1897 desempeñó la cátedra de botánica de la facultad, y entre 1898 y 1899 dirigió los "Anales" de la Sociedad Científica.
Sus trabajos fueron célebres en el exterior. En 1900 y 1901 representó a la Universidad de Buenos Aires en congresos científicos europeos.[cita requerida]
Fue Presidente del Consejo Nacional de Educación durante el gobierno de Hipólito Yrigoyen y Ministro de Relaciones Exteriores y Culto entre 1922 y 1928, durante la presidencia de Marcelo Torcuato de Alvear.
Publicó una tesis sobre la división celular por una acción bipolar, comparable a la electricidad o el magnetismo, fue presentada en la Sorbona de París en 1912 y se transformó en la explicación científica considerada más probable durante muchos años.
Gallardo se doctoró en Ciencias Naturales, en 1902 con su trabajo "Interpretación dinámica de la división celular", y en 1911, debido a la muerte de Florentino Ameghino, fue nombrado Director del Museo Nacional de Historia Natural desepeñándose en ese cargo hasta 1916, en que pasó a la presidencia del Consejo nacional de Educación.

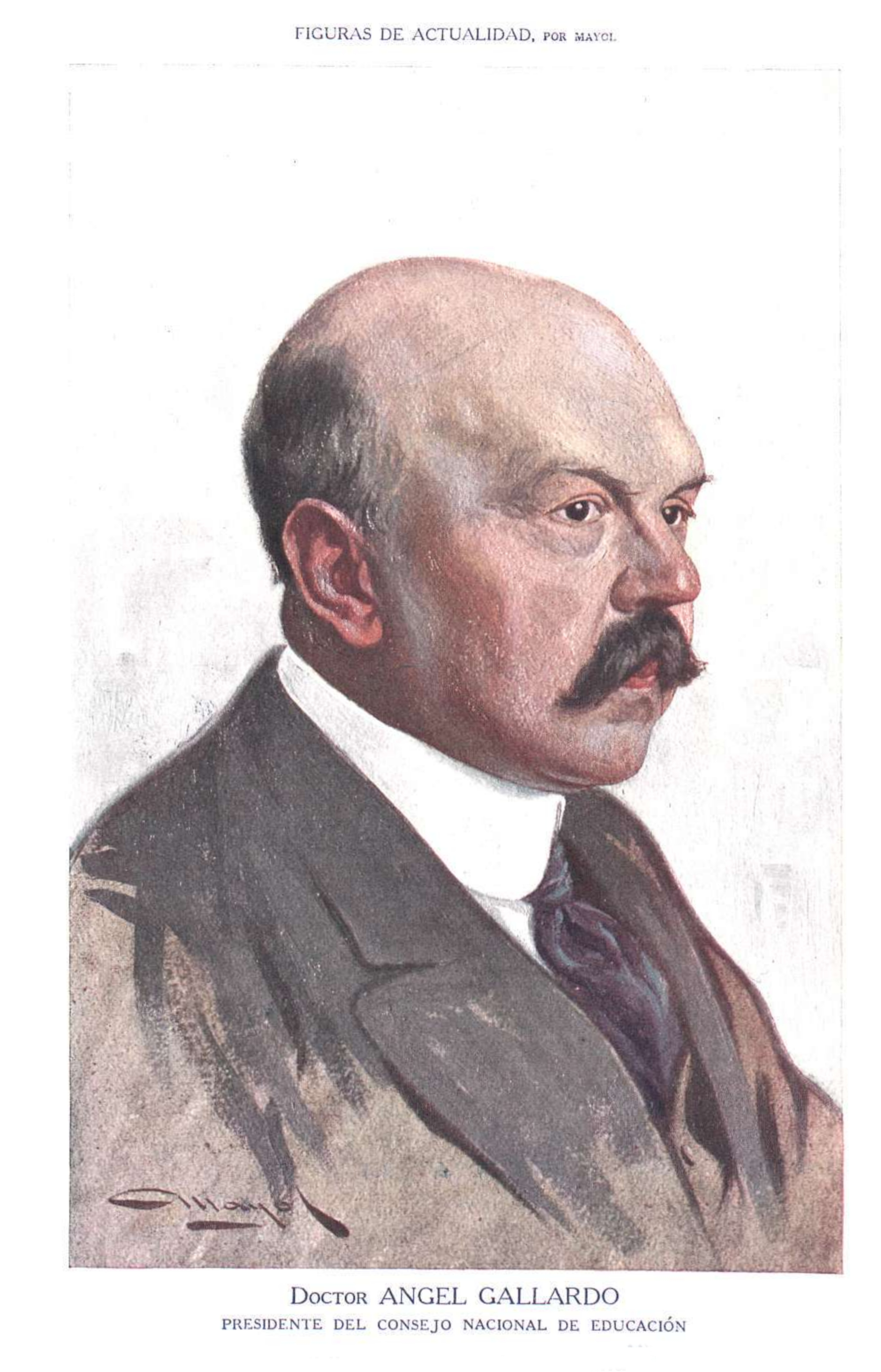
Retratado por Mayol en la revista Caras y Caretas (1916)

Fue un entusiasta impulsor de las ciencias naturales, mejorando las secciones de Botánica y Paleontología, realizó expediciones de estudio en busca de fósiles humanos y luchó con enorme voluntad por un nuevo edificio, debido a la importancia de las colecciones del museo. En 1934 después de su muerte, el Museo Nacional de Historia Natural ocupará un amplio edificio en el Parque Centenario situado en la Ciudad Autónoma de Buenos Aires.
Experto entomólogo, trabajó sobre las hormigas, publicó Las hormigas de la República Argentina, obra muy significativa.
Los viajes y el silencio del laboratorio se verán momentáneamente interrumpidos cuando Gallardo se incorpora como jefe de la división Agricultura del ministerio cuya titularidad desempeña Damián Torino bajo la presidencia de Manuel Quintana. Allí encontró la experimentada guía del Ingeniero Ricardo Huergo y se dedicó con ahínco a la enseñanza agrícola.
En 1905, Gallardo se alejó de la Unión Cívica Radical debido a la revolución radical de 1905 y desde ese momento comenzó a generar una antipatía hacia Hipólito Yrigoyen.
En el 1910, año del Centenario, Gallardo tuvo la satisfacción de ser elector presidencial y así dar su voto por Roque Sáenz Peña, en cuya promesa de purificación del sufragio creyó, a pesar del escepticismo de algunos de sus amigos radicales. También ese año integró la delegación que visitó Chile para devolver la visita que había realizado Montt para los festejos del 25 de mayo. 
Cuando estuvo a cargo del Consejo Nacional de Educación, de 1916 a 1921, duplicó el número de escuelas nacionales en el país. 

En 1920 tuvo importante participación en la conmemoración del Centenario del fallecimiento del Gral. Manuel Belgrano, organizando las actividades de las escuelas normales a su cargo. En particular la Jura a la Bandera realizada en Plaza de Mayo el 19 de junio de dicho año.

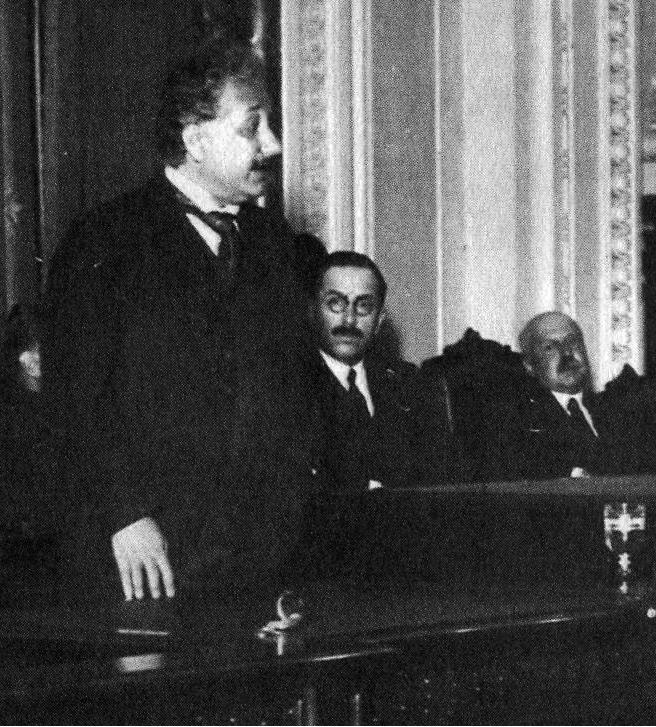
Albert Einstein, José Arce y Ángel Gallardo, durante una conferencia en el Colegio Nacional de Buenos Aires (1925).

En 1921 fue embajador en Italia y, un año después, fue ministro de Relaciones Exteriores del gobierno de Marcelo T. de Alvear. Gallardo fue un declarado anticomunista. También se encargó de hacer explícita, en el libro Memorias para mis hijos y mis nietos, su admiración por el dictador italiano Benito Mussolini, a quien conoció cuando este recién llegaba al poder. Al respecto decía en dicho libro:

Le dije que había visto con mucho placer su conquista del poder, que esperaba sería beneficiosa para Italia. (...) Le dije que yo también me había ocupado del peligro comunista y que había tratado de combatirlo dentro de mi modesta esfera. Que siendo presidente del Consejo nacional de Educación había establecido un voto anual de fidelidad a la patria y a la bandera, precisamente contra los maestros comunistas. Manifestó mucho interés por la fórmula del voto profesional y prometí enviársela (...) y creo que estableció un voto análogo para los maestros italianos. He visto hace poco tiempo en los diarios que Mussolini ha establecido un voto de fidelidad a la Patria, al Rey y al fascismo para los profesores universitarios y que catorce de ellos se han resistido a prestarlo, siendo eliminados de sus cátedras.

En sus Memorias relató que mientras fue interinamente ministro del Interior buscó librar al Ministerio de Relaciones Exteriores de la presencia del extranjero Antokoletz nombrándolo en la oficina de Estadística del Departamento Nacional del Trabajo. Antokoletz fue furioso a verme, reclamándome que lo hubiese cambiado de ministerio (...) le declaré que no me parecía conveniente que un extranjero tuviese empleo en el Ministerio de Relaciones Exteriores. ¡Yo extranjero, cuando tengo mi carta de ciudadanía!" "Usted sigue siendo extranjero, como sigue siendo judío, aunque se haya bautizado. Es asunto concluido." Se retiró furioso.

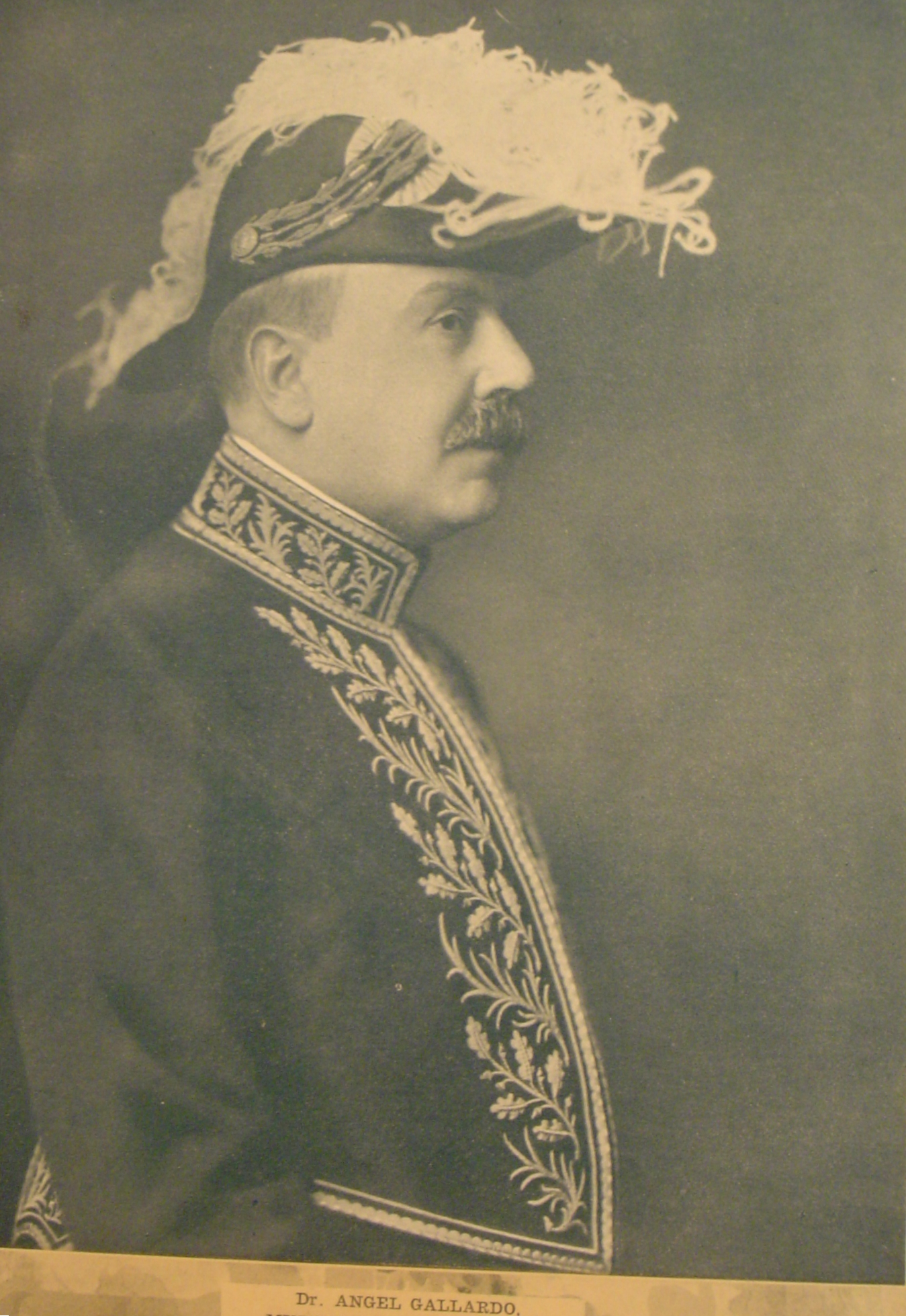
Ángel Gallardo, cuando era ministro de Relaciones Exteriores (1926).

Fue organizador y miembro destacado de la Liga Patriótica Argentina, un grupo de ultraderecha creado a partir de las huelgas de fines de 1918 y principio de 1919. La Liga incluía tanto organizaciones paramilitares, actuando como grupos de choque, hostigando mediante el "matonaje" y acciones criminales, a residentes extranjeros, organizaciones sindicales y grupos de trabajadores en huelga. En una de esas purgas violentas, se produjo durante la Semana Trágica en el barrio conocido como Once, un pogromo que terminó con la vida de 170 judíos, asesinados por estas hordas de la Liga Patriótica nacida en el seno del Partido Radical.[cita requerida]
Ferviente católico, dictó conferencias sobre "Ciencia y creencia". Con respecto a su elección, en 1909, como miembro de la Academia Nacional de Medicina, reconoció, en sus mencionadas memorias, que el empeño de varios académicos en presentar su candidatura fue para evitar que se eligiera a José Ingenieros. Fue miembro de la Academia Nacional de Agronomía y Veterinaria.

## Honores

### Eponimia
- Lago Ángel Gallardo
- Avenida Ángel Gallardo
- Estación Ángel Gallardo
- Localidad Ángel Gallardo, en la ciudad de Santa Fe

## Abreviatura (zoología)
La abreviatura Gallardo  se emplea para indicar a Ángel Gallardo como autoridad en la descripción y taxonomía en zoología.